# Walwal
Walwal este un oraș din regiunea Ogaden în estul Etiopiei. 